# Helen Longino
Helen Elizabeth Longino (13 juli 1944) is een  Amerikaans wetenschapsfilosoof en epistemoloog die vooral bekend is voor haar pleidooi dat waarden en sociale interacties een cruciale rol spelen in wetenschappelijk onderzoek. Ze schrijft ook over de plaats van vrouwen in de wetenschap en is een centraal figuur binnen de feministische en sociale epistemologie. Ze is hoogleraar in de filosofie aan de Stanford-universiteit en is sinds 2016 verkozen tot lid van de American Academy of Arts and Sciences.

## Werk
In haar werk benadrukt Longino de sociale dimensies van wetenschappelijke kennis en de relaties tussen sociale en cognitieve waarden. Ze heeft veel aandacht voor feministische filosofie en wetenschapssociologie in haar werk en hun gevolgen voor wetenschappelijk pluralisme. In tegenstelling tot andere feministen stelt ze niet dat er een unieke vrouwelijke manier van weten is, maar wel dat men epistemologie op een feministische wijze kan bedrijven, door te  bestuderen hoe er steeds verschillende manieren zijn waarop een wetenschappelijke vraag kan benaderd worden.
In haar eerste boek Science as Social Knowledge (1990) beargumenteert Longino hoe sociale waarden in wetenschap van belang zijn voor haar objectiviteit. Observaties en data zijn immers nooit uit zichzelf bewijs voor of tegen een bepaalde hypothese, maar hun relevantie wordt vormgegeven door sociale factoren. Daarnaast wijst ze ook op het probleem van onderdeterminatie: er zal altijd een kloof blijven tussen het bestaande bewijs en de ultieme rechtvaardiging van een theorie. Deze kloof wordt juist overbrugd door sociale overtuigingen over wat het betekent correct te redeneren en te argumenteren. Deze sociale invloeden bewijzen echter niet dat wetenschap niet objectief is. De objectiviteit van wetenschappelijke kennis komt volgens Longino juist voort uit het doorstaan van kritiek van diverse perspectieven. Voor Longino is pluralisme, kritisch dialoog en verschil van mening in wetenschap dus van cruciaal belang.
In The Fate of Knowledge (2002) probeert ze verder de perspectieven van filosofen en sociologen op kennis en weetenschap te verzoenen. Recenter, in Studying Human Behavior (2013) bestudeert ze vijf wetenschappelijke benaderingen van menselijke agressie en seksualiteit. Haar claim is dat de vijf perspectieven niet tot elkaar kunnen gereduceerd worden, maar juist als naast elkaar functionerend moeten erkend worden.